# Back to the Game
Back to the Game (en español: De vuelta al juego) es el segundo álbum de estudio del cantautor y rapero argentino Paulo Londra. El álbum se lanzó el 23 de noviembre de 2022 a través de Warner Music Latina. Fue anunciado mediante una entrevista televisiva y marca el primer trabajo nuevo de Londra desde su conflicto legal con Big Ligas y la publicación de su álbum debut, Homerun (2019). Back to the Game fue nombrado por la revista Billboard como uno de los mejores álbumes latinos del 2022.
El álbum fue descripto como un trabajo que «trae aires renovados en su música Londra a partir de una búsqueda más cercana al pop punk» y se trata de un proyecto que «encarna una narración de su pausa en la música». Musicalmente, el álbum abarca varios géneros que van desde el rap y el trap hasta el pop punk y el reguetón. Back to the Game también cuenta con múltiples colaboraciones, entre ellas se encuentra la participación de artistas internacionales de renombre como Ed Sheeran, Timbaland y Travis Barker, mientras que de la escena urbana latina aparecen Feid, Duki, Lit Killah y Joaqo.

## Antecedentes
Tras su conflicto legal con su antiguo sello discográfico Big Ligas, en 2020, y la coincidencia de una pandemia que no le permitió lanzar música durante dos años, Londra reanudó su carrera con Warner lanzado, el 23 de marzo de 2022, su primera canción «Plan A» luego de ganar el juicio. En el marco del lanzamiento de su primer sencillo, Paulo deslizó los primeros indicios de lo que sería el título de su segundo álbum, regalando un colgante con la inscripción Back to the Game a varios jugadores profesionales de la selección de Argentina.
El 2 de noviembre de 2022, Londra reveló en una entrevista para Telenoche que ya tenía «listo su próximo disco». En esa misma entrevista, develó que el nombre del álbum sería Back to the Game y que lanzaría seis canciones más de las que ya había publicado. Poco después, Londra anunció mediante sus redes sociales que el álbum sería lanzado el 23 de noviembre de 2022.
A tres días del lanzamiento, Paulo develó mediante su cuenta oficial de Instagram la portada y estética del álbum, como así también la lista de canciones que formarían parte.

## Contenido

### Título y portada
La totalidad de la portada del álbum fue diseñada en blanco y negro. En el centro de la tapa se visualiza un león con una cicatriz en la cara recién salido de una jaula, mientras que a su izquierda se encuentra ubicado Londra, cuya simbolización representa la liberación del animal que está listo para atacar. Se trata de una referencia a su batalla legal con su antigua disquera por la cual estuvo en silencio durante dos años e impulsó el movimiento de los fans mediante las redes sociales con el hashtag #FreePaulo, la cual pedía la liberación del artista para sacar nueva música. Esta causa dio lugar al título del álbum que refiere a la posibilidad de Londra de poder estar «de vuelta al juego» para publicar sus nuevas canciones y seguir desarrollando su carrera musical.

### Letras y sonidos
La edición estándar del álbum contiene dieciséis pistas. La canción de apertura «Chango», es una pista netamente Rap, que describe los conflictos que tuvo que atravesar el artista y su gran deseo de regresar a la industria musical. «Plan A» es una canción de rock-pop que trata sobre una frustración romántica. La tercera pista «Party en el barrio» es un trap que cuenta con la colaboración de Duki, la cual habla sobre dos amigos que surgieron de las plazas y conquistan la escena musical. «Luces» es una pista de música electrónica. La quinta canción, «Por deporte» está acompañada «por un potente beat de reggaetón» y relata la atracción por una chica que le gusta salir de fiesta. «Noche de novela» es una canción pop de R&B interpretada junto al cantante británico Ed Sheeran. «Nublado» fue descripta como una pista de punk rock «contagioso y refrescante», que cuenta con la colaboración del músico estadounidense Travis Barker en la batería.
La octava canción, «A veces» marca una colaboración con el cantante colombiano Feid y se trata de un reggaetón clásico que tiene fuerza en su ritmo y combina «elementos de percusión». «Cansado» interpretada junto a Joaqo, un amigo íntimo de Londra, es una canción que complementa el trap y el hip hop. La décima pista, «Tenso» es una canción de desamor, en la cual Paulo incursiona en la cumbia. «Ella» es una balada pop suave romántica que incluye un «repiqueteo del dembow que guía el ritmo del tema». En cuanto a la pista «Julieta» es un reggaetón «hipnótico» inspirado en la obra literaria Romeo y Julieta (1597) de William Shakespeare.
En la balada pop «Ojalá», Londra habla sobre superar un amor y tomar caminos separados. «Necio», una colaboración con Lit Killah, es una pista de música urbana que recuerda a su primer álbum Homerun y recurre a las bases del trap, tocando temas como el «desequilibrio en una relación romántica». La balada «Chance» es la decimoquinta pista y combina elementos del trap, relatando una «historia de amor a primera vista». El álbum cierra con «Toc Toc», un freestyle producido por el rapero estadounidense Timbaland.

## Recepción

### Comentarios de la crítica
Thania Garcia de la revista  Variety destacó que Londra a lo largo de todas sus canciones se desenvuelve «hábilmente entre sonidos y estilos como el reggaetón». Por su parte, Darío Porto Toledano del sitio web Urbano News elogió el álbum, diciendo que Paulo logró «un gran trabajo» ofreciendo «colaboraciones muy variadas con artistas de talla internacional». En una reseña para el diario La Nación, Sebastián Chaves otorgó una crítica regular al álbum, diciendo «recién en «Luces» Londra suelta su mejor flow, sin correrse del tempo y aunado al mood que le propone el tema», sin embargo, escribió que en algunas de las canciones «las rimas no golpean» y que «tiene un impresionante seleccionado de invitados, pero no la fuerza para generar impacto».
La revista Billboard nombró a Back to the Game como uno de los mejores álbumes latinos del 2022 debido a que Londra realizó «una reaparición triunfal ofreciendo a sus fanáticos no sólo su esencia de estilo libre característico, sino que también navegó descaradamente hacia el reggaetón». La emisora radial Estación K2 nombró al trabajo de Paulo como uno de «los mejores 25 discos de 2022» por ser uno de los álbumes más esperados de la industria musical, ya que «Londra volvió a lo grande y con un disco que va más allá de lo esperado».

### Desempeño comercial
Back to the Game, en su primera semana de lanzamiento, logró ubicarse en las listas de Spotify como el tercer álbum de estudio más reproducido en Estados Unidos y el noveno en Reino Unido, convirtiendo a Londra en el primer artista argentino en adquirir estos logros. De acuerdo a Spotify, en el ranking global de los álbumes debut de la semana el disco se posicionó en el puesto número 2.

### Premios y nominaciones
| Año  | Premiación            | Categoría                    | Resultado | Ref.   |
| ---- | --------------------- | ---------------------------- | --------- | ------ |
| 2023 | Premios Carlos Gardel | Mejor álbum de música urbana | Nominado  | [ 32 ] |

## Lanzamiento y promoción
Back to the Game salió a la venta el 23 de noviembre de 2022. Con ello, también se estrenaron en YouTube los vídeos musicales de «Necio» con Lit Killah, «Por deporte», «Chango» y «Ella».
En el marco del lanzamiento del álbum, Londra brindó un concierto gratuito en el Parque Las Tejas ubicado en su ciudad natal, el cual contó con una asistencia de 50 mil personas aproximadamente. Allí, interpretó varias canciones del disco como ser «Plan A», «Luces», «A veces» y «Cansando» con Joaqo, como así también presentó dos temas inéditos del álbum: «Chango» y «Necio» con Lit Killah. El 29 de noviembre de 2022, Londra publicó el video musical oficial de «Ojalá». El 6 de diciembre, Paulo estrenó el video oficial para la canción «Tenso».

## Lista de canciones
- Back to the Game – Edición estándar[39]

| N.º   | Título                             | Escritor(es)                                                   | Productor(es)                        | Duración |  |
| 1.    | «Chango»                           | Paulo Ezequiel Londra Federico Vindver                         | Vindver Timbaland                    | 2:34     |  |
| 2.    | «Plan A»                           | Londra Vindver Federico Javier Colazo Matías Andrés Rapacioli  | Vindver Hot Plug                     | 2:58     |  |
| 3.    | «Party en el barrio» (con Duki)    | Londra Vindver José Velázquez Mauro Ezequiel Lombardo Rio Root | Ángel "BabeTruth" López Vindver Root | 3:56     |  |
| 4.    | «Luces»                            | Londra Vindver Colazo Rapacioli                                | Vindver Hot Plug                     | 2:52     |  |
| 5.    | «Por deporte»                      | Londra Andrés Torres Vindver Mauricio Rengifo                  | Torres Vindver Rengifo               | 2:49     |  |
| 6.    | «Noche de novela» (con Ed Sheeran) | Londra Edward Christopher Sheeran Vindver                      | Vindver                              | 3:11     |  |
| 7.    | «Nublado» (con Travis Barker)      | Londra Vindver Velázquez Travis Landon Barker                  | López Vindver                        | 2:57     |  |
| 8.    | «A veces» (con Feid)               | Londra Vindver Salomón Villada Hoyos                           | Vindver                              | 3:11     |  |
| 9.    | «Cansado» (con Joaqo)              | Londra Vindver Colazo Jarom Su'a Joaquín Domínguez             | Vindver Hot Plug Su'a                | 3:01     |  |
| 10.   | «Tenso»                            | Londra Vindver                                                 | Vindver                              | 2:50     |  |
| 11.   | «Ella»                             | Londra Alejandro Ramírez Suárez                                | Sky Rompiendo                        | 3:33     |  |
| 12.   | «Julieta»                          | Londra Vindver Ramírez Suárez                                  | Vindver Sky Rompiendo                | 3:04     |  |
| 13.   | «Ojalá»                            | Londra Vindver Su'a Root                                       | Vindver Su'a Root                    | 2:45     |  |
| 14.   | «Necio» (con Lit Killah)           | Londra Daniel Ismael Real Mauro Román Monzón                   | Big One                              | 3:38     |  |
| 15.   | «Chance»                           | Londra Vindver                                                 | Vindver                              | 3:24     |  |
| 16.   | «Toc Toc» (con Timbaland)          | Londra Vindver Timothy Zachery Mosley                          | Timbaland Vindver                    | 2:37     |  |
| 49:27 |                                    |                                                                |                                      |          |  |

## Historial de lanzamientos
| Región | Fecha                   | Formato(s)                 | Edición  | Sello(s) discográfico(s) | Ref.   |
| ------ | ----------------------- | -------------------------- | -------- | ------------------------ | ------ |
| Varios | 23 de noviembre de 2022 | Descarga digital streaming | Estándar | Warner                   | [ 40 ] |